# Sara Matos
Sara Alves de Matos, conhecida artisticamente como Sara Matos (Lisboa, São Sebastião da Pedreira, 20 de Dezembro de 1989), é uma atriz, modelo e apresentadora portuguesa.

## Biografia
Descobriu a sua paixão pela representação aos 10 anos. Concluiu o curso de Teatro na Escola Profissional de Teatro de Cascais, e foi membro do elenco fixo da companhia "Projeto Novos Atores".Em 2002, fez um curso de expressão dramática na Casa do Artista; em 2004 fez um curso também de expressão dramática na ACT e em 2007 fez um workshop de interpretação para televisão.
Estreou-se m televisão na série juvenil da TVI, Morangos com Açúcar, em 2009.Antes disso fez o primeiro ano na Escola Superior de Teatro e Cinema. Em Morangos com Açúcar interpretou Margarida Bacelar, personagem que a tornou bastante conhecida pelo público e onde fez par amoroso com Lourenço Ortigão.
Logo após o fim da série, entrou como protagonista na telenovela Anjo Meu, da autoria de Maria João Mira, onde contracenou com Pedro Teixeira e desempenhou o papel de Eva Rebelo da Cunha. Em 2012 foi considerada a Atriz do Ano na categoria de Teatro pelos leitores da revista Lux, pela sua participação na peça Closer de Patrick Marber. Ainda em 2012, participou no filme Morangos com Açúcar voltando a desempenhar o papel de Margarida Bacelar. Em 2013 foi protagonista na telenovela Doida por Ti, da autoria de Maria João Mira, com o papel de Olívia Pimenta.
Participou em workshops de representação no Brasil.
Foi a vencedora da 1.ª edição do talent show da TVI Dança com as Estrelas, onde fez par com o bailarino André Branco. Participou também na telenovela Belmonte interpretando Marta Nogueira. No entanto, foi retirada do elenco, pois, recebeu um convite para integrar um novo projecto televisivo, O Beijo do Escorpião, da autoria de António Barreira e João Matos onde interpretou a sua primeira antagonista e principal vilã da telenovela, Alice Vidal. Em 2014 ganhou o Globo de Ouro de Revelação do Ano na categoria Representação.
Finalizadas as gravações da novela O Beijo do Escorpião e terminando o seu contrato de exclusividade com a TVI, dedicou o ano de 2015 ao cinema e ao teatro, onde fez parte de alguns êxitos como O Pátio das Cantigas, O Leão da Estrela e ainda O Último Animal. Em teatro, fez parte da peça O Protagonista do Palco 13.
Em Outubro de 2015, assinou um contrato de exclusividade com a SIC, com a promessa de uma personagem na próxima telenovela que viria a substituir Coração d'Ouro. Interpretou, em 2016, então, a protagonista Clara Arnauth na telenovela Amor Maior, da autoria de Inês Gomes. Desempenha o papel de protagonista da telenovela Vidas Opostas, em 2018.
Em 2019, interpretou Mandy na peça de teatro Zoom, encenada por Diogo Infante. No mesmo ano, interpretou a sua primeira personagem cómica em telenovelas, com Terra Brava (SIC).
Depois das gravações de Terra Brava terminarem, foi convidada para dar vida a "Andreia" uma acompanhante de luxo na serie O Clube na nova plataforma da SIC, a OPTO. Enquanto fazia a série, ao mesmo tempo tinha os ensaios da peça de teatro Yerma, onde deu vida à própria, regressando ao Teatro Experimental de Cascais.
Em 2021, estreia-se na apresentação, ao apresentar uma emissão do programa semanal da SIC, Estamos em Casa. Ainda  como apresentadora, conduziu o formato musical, Ídolos (6.ª temporada), para a mesma estação.
Em 2022, protagoniza a novela Sangue Oculto, onde deu vida a três personagens trigémeas, que lhe valeu o Globo de Ouro de ficção, em 2023.
Em julho de 2024, anunciou a sua primeira participação num projeto internacional, Ponto Nemo, que só viria a estrear no ano seguinte na Amazon Prime Vídeo, onde, além de Sara, também se destaca a atriz portuguesa Margarida Corceiro.

## Trabalhos

### Televisão
| Ano         | Projeto                            | Papel                  | Notas                          | Canal |
| ----------- | ---------------------------------- | ---------------------- | ------------------------------ | ----- |
| 2009 - 2010 | Morangos com Açúcar (7.ª série)    | Margarida Bacelar      | Protagonista                   | TVI   |
| 2011 - 2012 | Anjo Meu                           | Eva Rebelo da Cunha    | Co- Protagonista               | TVI   |
| 2012        | Morangos com Açúcar – O Filme      | Margarida Bacelar      | Protagonista                   | TVI   |
| 2012 - 2013 | Doida por Ti                       | Olívia Pimenta         | Protagonista                   | TVI   |
| 2013        | Dança com as Estrelas (1.ª edição) | Ela Própria            | Concorrente (Vencedora)        | TVI   |
| 2013        | Belmonte                           | Marta Nogueira         | Elenco Principal               | TVI   |
| 2014        | O Beijo do Escorpião               | Alice Vidal            | Antagonista                    | TVI   |
| 2016 - 2017 | Amor Maior                         | Clara Resende Arnauth  | Protagonista                   | SIC   |
| 2018 - 2019 | Vidas Opostas                      | Maria Pinho            | Protagonista                   | SIC   |
| 2019 - 2021 | Terra Brava                        | Elsa Santinho          | Elenco Principal               | SIC   |
| 2019        | Um Desejo de Natal                 | Marina Pereira         | Protagonista                   | SIC   |
| 2020 - 2021 | O Clube (1.ª temporada)            | Andreia Amado          | Protagonista (OPTO)            | SIC   |
| 2021        | O Clube (2.ª temporada)            | Andreia Amado          | Protagonista (OPTO)            | SIC   |
| 2021        | Estamos em Casa                    | Ela Própria            | Apresentadora                  | SIC   |
| 2021        | Amor Amor                          | Elsa Santinho          | Participação Especial          | SIC   |
| 2022        | Ídolos (7.ª temporada)             | Ela Própria            | Apresentadora                  | SIC   |
| 2022        | Lua de Mel                         | Elsa Santinho          | Atriz Convidada de Terra Brava | SIC   |
| 2022 - 2023 | Sangue Oculto                      | Carolina Batista       | Protagonista                   | SIC   |
| 2022 - 2023 | Sangue Oculto                      | Júlia Pereira de Mello | Protagonista                   | SIC   |
| 2022 - 2023 | Sangue Oculto                      | Benedita Corte Real    | Protagonista                   | SIC   |
| 2025        | Ponto Nemo                         | Sónia                  | Protagonista                   | RTP1  |

### Cinema
| Ano  | Filme                         | Personagem        |
| ---- | ----------------------------- | ----------------- |
| 2007 | A Way For Dancing             | —                 |
| 2012 | Morangos com Açúcar – O Filme | Margarida Bacelar |
| 2014 | Max Magilika                  | Malígnia          |
| 2015 | O Pátio das Cantigas          | Amália            |
| 2015 | O Leão da Estrela             | Joana             |

### Teatro
| Ano       | Peça                        |
| --------- | --------------------------- |
| 2007      | Epilepsia                   |
| 2007      | Inferno                     |
| 2007      | O Sonho                     |
| 2010      | As 3 Manas                  |
| 2012      | Closer                      |
| 2015      | O Protagonista              |
| 2019      | Zoom                        |
| 2020      | Yerma                       |
| 2023/2024 | Sonho de uma noite de Verão |

### Streaming
| Ano  | Projeto    | Papel | Notas        | Canal              |
| ---- | ---------- | ----- | ------------ | ------------------ |
| 2025 | Ponto Nemo | Sónia | Protagonista | Amazon Prime Vídeo |

### Música
- 2010: Morangos com Açúcar - Escola de Talentos
- 2011: Morangos com Açúcar - Escola de Talentos Vol.2
- 2012: Morangos com Açúcar - O Filme, CD

## Prémios
Troféus de Televisão TV 7 Dias/Impala
| Ano  | Prémio                              | Resultado |
| ---- | ----------------------------------- | --------- |
| 2021 | Telenovelas -Melhor Atriz de Elenco | Indicado  |

## Vida pessoal
De 2010 a 2014, namorou com o também ator Lourenço Ortigão, com quem protagonizou Morangos com Açúcar (7.ª série).
É mãe de Manuel, nascido a 15 de setembro de 2021 (3 anos), fruto da relação com o ator e apresentador Pedro Teixeira, de 2014 a 2023.
Em 2025 está numa relação com o cantor Tiago Bettencourt..